# Fucecchio
Fucecchio es una localidad italiana de la ciudad metropolitana de Florencia, en la región de Toscana, con 23 182 habitantes.

## Demografía
| Gráfica de evolución demográfica de Fucecchio entre 1861 y 2001 |
|                                                                 |